# Giovanni Gussone

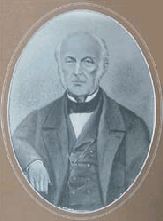
Giovanni Gussone

Giovanni Gussone (* 8. Februar 1787 in Villamaina, Provinz Avellino; † 14. Januar 1866 in Neapel) war ein italienischer Botaniker. Sein offizielles botanisches Autorenkürzel lautet „Guss.“

## Leben
Er studierte Medizin an der Universität von Neapel und erlangte seinen Studienabschluss im Jahre 1811. Schon in den ersten Jahren seines Studiums zeigte er ein hohes Interesse für die Botanik und im Jahre 1810 lernte er den italienischen Botaniker und damaligen Direktor des Botanischen Gartens von Neapel, Michele Tenore (1780–1861), kennen. 1812 wurde er Tenores Assistent. Der gegenseitige hohe Respekt zwischen den beiden führte dazu, dass sie sich gegenseitig neuentdeckte Pflanzenarten widmeten. Tenore benannte Erodium gussoni Ten., Ornithogalum gussonei Ten. und Scutellaria gussonii Ten. nach Gussone und Gussone umgekehrt Pflanzen wie Centaurea tenorei Guss. ex Lacaita und Statice tenoreana Guss. nach Tenore.
1817 bekam Gussone vom Herzog von Kalabrien den Auftrag, den Versuchsgarten Boccadifalco in der Nähe von Palermo zu gründen. Dieser Garten war für die Akklimatisation von Zitruspflanzen aus Arabien und als Institut für die Anwendung der Botanik auf dem landwirtschaftlichen Gebiet vorgesehen.
Als der Herzog von Kalabrien unter dem Namen Franz I. 1825 den Thron von Neapel bestieg, berief er Gussone 1827 zum Hofbotaniker mit dem Privileg bis 1860 am Hofe von Neapel zu leben. Gussone unternahm mehrere Reisen durch Italien und ins Ausland und lieferte einen beträchtlichen Beitrag zur Erforschung der süditalienischen Flora. Nach 1861 hatte Gussone Kontakte zum Regenten Viktor Emanuel II., der ihn zum Professor emeritus der Universität von Neapel ernannte.

## Ehrungen
Nach Gussone benannt ist die Pflanzengattung Gussonia Spreng. aus der Familie der Wolfsmilchgewächse (Euphorbiaceae).

## Schriften
Gussone veröffentlichte viele Publikationen, die von unschätzbarem Wert für spätere Botaniker wurden. Beispielsweise war er als Mitarbeiter an Michele Tenores Standardwerk Flora Napolitana (1811–1838) beteiligt und zu seinen wichtigsten eigenen Werken gehören Florae siculae prodromus (1827–1828), Plantae rariores (1826), Flora sicula (1829), Florae siculae synopsis (1842–1845) und Enumeratio plantarum vascularium in insula Inarime (1855).